# Pwang
Pwang – gaun wikas samiti w zachodniej części Nepalu w strefie Rapti w dystrykcie Rukum. Według nepalskiego spisu powszechnego z 2001 roku liczył on 315 gospodarstw domowych i 1638 mieszkańców (819 kobiet i 819 mężczyzn).